# Tmesisternus avarus
Tmesisternus avarus là một loài bọ cánh cứng trong họ Cerambycidae.